# Georissus
Georissus, là một chi bọ cánh cứng duy nhất trong họ Georissidae (hoặc Georyssidae). Chúng là các loài côn trùng nhỏ sống trong đất ẩm, được tìm thấy trên tất cả lục địa trừ Nam Cực.

## Hệ thống phân loại và tiến hóa
Có khoảng 75 loài còn tồn tại, bao gồm:
- Georissus australis
- Georissus babai
- Georissus bipartitus
- Georissus caelatus
- Georissus californicus
- Georissus canalifer
- Georissus capitatus
- Georissus coelosternus
- Georissus costatus
- Georissus crenulatus
- Georissus formosanus
- Georissus fusicornis
- Georissus granulosus
- Georissus instabilis
- Georissus japonicus
- Georissus kingii
- Georissus kurosawai
- Georissus laesicollis
- Georissus minusculus
- Georissus occidentalis
- Georissus pusillus
- Georissus sakaii
- Georissus septemcostatus
- Georissus substriatus
- Georissus trifossulatus

Chi này được chia thành 3 phân chi (Georissus, Neogeorissus và Nipponogeorissus). Trước đây nó được xếp trong họ Hydrophilidae. Các dữ liệu phân tử gần đây cho thấy rằng, chúng thuộc một nhánh bao gồm các nhóm nhỏ của Hydrophiloidea - Epimetopidae, Hydrochidae, Helophoridae và Georissidae.

## Hình ảnh

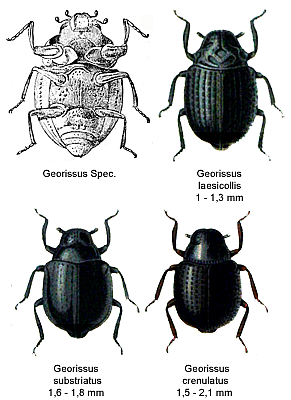
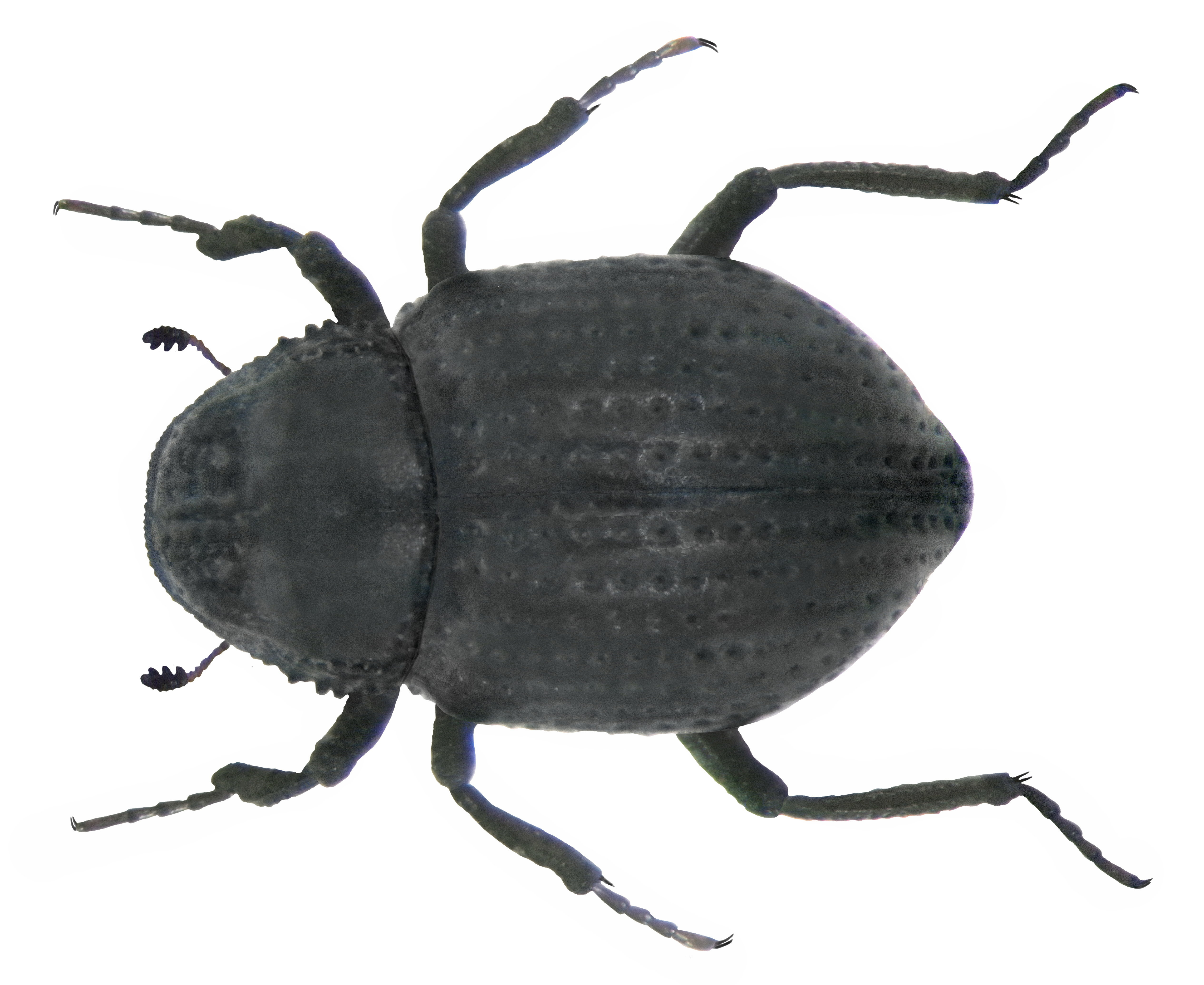